# Soldații victoriei
Soldații victoriei (titlu original: în rusă Солдаты свободы, transliterat: Soldatî svobodî) este un film istoric sovietic  din 1977 regizat de Iuri Ozerov. Rolurile principale au fost interpretate de actorii Mihail Ulianov, Vladlen Davidov și Iakov Tripolski. Este continuarea filmului epic Eliberare.

## Rezumat
Filmul reflectă următoarele evenimente din Al Doilea Război Mondial: capitularea Armatei a 6-a germană condusă de Friedrich Paulus ca urmare a asaltului eșuat asupra Stalingradului în timpul Operațiunii Albastru din 1942; pregătirea  revoltei din Slovacia, negocierile comuniștilor polonezi cu guvernul lui Władysław Sikorski privind lupta  comună împotriva fascismului, crearea unui Comitet al Frontului național din Bulgaria și pregătirea de către muncitorii comuniști din ilegalitate a unei revolte armate; extinderea mișcării de gherilă  (partizani); eșecul unei încercări germane  de a distruge Armata Populară de Eliberare a lui Josip Broz Tito; una dintre cele mai mari operațiuni militare, Bagration; începutul eliberării Poloniei; crearea guvernului național polonez de la Lublin; Revolta din Varșovia; capitularea lui Bór-Komorowski și înfrângerea patrioților polonezi; intrarea armatei sovietice și poloneze în Varșovia.

## Distribuție
- Mikhail Ulyanov - mareșalul Gheorghi Jukov
- Vladlen Davydov - mareșalul Konstantin Rokosovski
- Iakov Tripolski - Iosif Stalin
- Yevgeny Matveyev - Leonid Brejnev
- Evgeniy Burenkov - mareșalul Alexandr Vasilevski
- Victor Avdyushko - mareșalul Ivan Konev
- Nikolai Rushkovsky - mareșalul Kiril Moskalenko
- Galiks Kolchitsky - Demian Korotcenko
- Vasiliy Lanovoy - mareșalul Andrei Greciko
- Vladimir Samoilov - mareșalul Serghei Biriuzov
- Ivan Lyubeznov - mareșalul Fiodor Tolbuhin
- Grigory Mikhailov - generalul Mihail Malinin
- Viktor Bortsov - generalul Grigori Oriol
- Nikolai Zasukhin - Viaceslav Molotov
- Fritz Diez - Adolf Hitler
- Stefan Getsov - Gheorghi Dimitrov
- Nikolay Eremenko-art. - Iosip Broz Tito
- Boris Belov - Maurice Thorez
- Hariy Shveyts - episod
- Lubomir Kabakchiev - Palmiro Togliatti
- Horst Proisker - Wilhelm Pieck
- Bogush Pasterek - Klement Gottwald
- Peter Stefanov - Todor Jivkov
- Ignatsy Gogolevsky - Bolesław Bierut
- Ivan Mistrik - Gustáv Husák
- Stanislav Yaskevich - Franklin Roosevelt
- Karol Uylyaki - János Kádár
- Miklós Benedek - Ludvík Svoboda
- Valentin Kazan - Winston Churchill
- Naum Shopov - țarul Boris al III-lea al Bulgariei
- Leszek Herdegen - Paweł Finder
- Tadeusz Schmidt - generalul Zygmunt Berling
- Edward Linde-Lyubashenko - Edward Gierek
- Gerd Henneberg - feldmareșalul Wilhelm Keitel
- Bruno Oya - Obersturmbannführer Otto Skorzeny
- Bohdan Stupka - căpitanul Starțev
- Nikolai Karachentsov - Sașka
- Ghenadie Korol'kov - locotenentul Morozov
- Stepan Oleksenko - locotenentul Peter Veliciko
- Krystyna Mikołajewska - Malgorzata Fornalskaia
- Tadeusz Łomnicki - Boleslaw Kowalski
- Grazyna Michalska - Eva, conectat
- Igor Śmiałowski - Władysław Sikorski
- Karoly Kovacs - Miklós Horthy
- Haynrih Shramm - Hans Frank
- Harry Pitch - Obergruppenführer Erich von dem Bach-Zelewski
- Horst Schulze - Gellinger
- Constantin Fugașin - Nicolae Ceaușescu
- Silviu Stănculescu

## Lansare
A fost lansat în anul 1977 și a avut parte de un mare succes comercial, fiind vizionat de 30,8 milioane de spectatori în cinematografele din Uniunea Sovietică.